# NML Cygni
NML Cygni – czerwony hiperolbrzym i jedna z największych znanych gwiazd, o promieniu około 1650 razy większym niż promień Słońca, co odpowiada średnicy 15,3 au. Jej odległość od Ziemi wynosi ok. 1,61 kpc (około 5250 lat świetlnych). NML Cygni jest częścią asocjacji gwiazdowej Cygnus OB2.

## Historia obserwacji
NML Cygni została odkryta w 1965 roku przez Neugebauera, Martza i Leightona, którzy opisali dwie bardzo czerwone gwiazdy, których temperatury ustalono na 1000 K. Skrótowiec NML pochodzi od nazwisk odkrywców. Druga gwiazda była przez krótki okres nazywana NML Tauri, obecnie jest znana jako IK Tauri, miryda typu widmowego M9. NML Cygni nadano również oznaczenie V1489 Cygni z uwagi na półregularne zmiany jasności, ale jest nadal powszechnie określana pierwotną nazwą. Jej skład zaczęto analizować wraz z odkryciem maserów wodnych (1612 MHz) w 1968 roku. Wykryto cząsteczki H
2O, SiO, CO, HCN, CS, SO, SO
2 i H
2S.

## Charakterystyka
Średnica NML Cygni jest około 1650 razy większa od średnicy Słońca. Gdyby została umieszczona w centrum Układu Słonecznego, sięgałaby poza orbitę Jowisza, do połowy odległości pomiędzy orbitami Jowisza i Saturna.

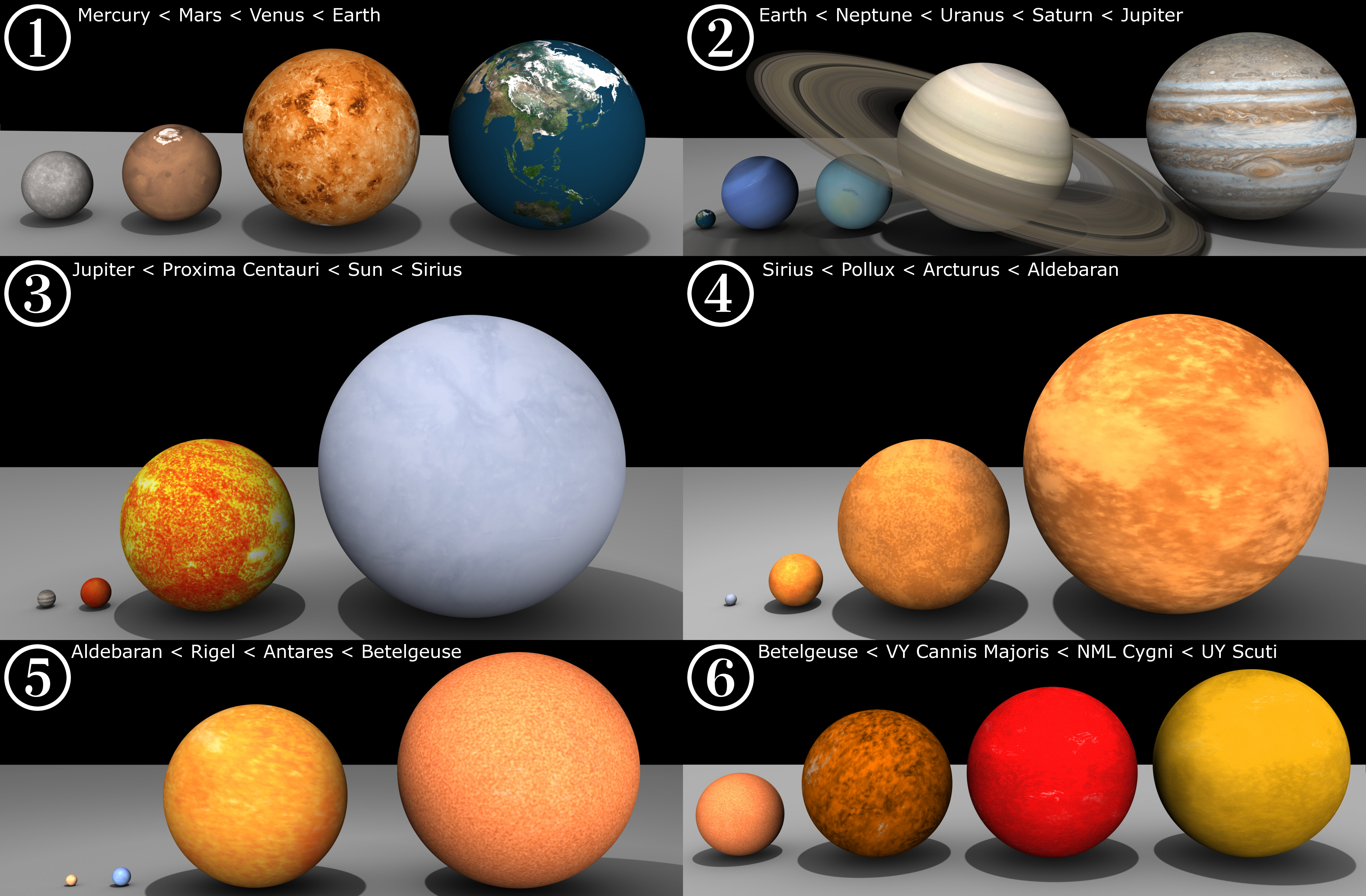
Porównanie wielkości wybranych ciał niebieskich
1. Merkury < Mars < Wenus < Ziemia
2. Ziemia < Neptun < Uran < Saturn < Jowisz
3. Jowisz < Proxima Centauri < Słońce < Syriusz
4. Syriusz < Pollux < Arktur < Aldebaran
5. Aldebaran < Rigel < Antares < Betelgeza
6. Betelgeza < VY Canis Majoris < NML Cygni < UY Scuti.

Jej objętość jest 4,5 miliarda razy większa od objętości Słońca. Jasność bolometryczna (Lbol) NML Cygni jest blisko trzysta tysięcy większa od jasności Słońca (L☉), a bolometryczna absolutna wielkość gwiazdowa (Mbol) wynosi około -9,0. Jest jednym z najjaśniejszych zimnych hiperolbrzymów i jedną z najjaśniejszych gwiazd Drogi Mlecznej. Jest również półregularną gwiazdą zmienną, z okresem około 940 dni.
NML Cygni jest w okresie dojrzałym, w jej atmosferze odkryto ciężkie pierwiastki, cząsteczki i grupy, w szczególności tlen, grupy wodorotlenowe i wodę. Jest otoczona przez pył gwiazdowy asymetrycznej mgławicy w kształcie fasoli, w której następuje dystrybucja pary wodnej z jej wodnych maserów.
NML Cygni traci rocznie ok. 2×10−4 M☉, najwięcej ze wszystkich znanych gwiazd. Jej roczna paralaksa wynosi ok. 0,62 milisekundy kątowej. Z obserwacji wynika, że gwiazda ma dwie odrębne grube otoczki pyłu i molekuł. Głębokość optyczną wewnętrznej powłoki określono na 1,9 a zewnętrznej na 0,33. Z uwagi na położenie NML Cygni na peryferiach masywnej asocjacji Cygnus OB2 wykrywalne efekty oddziaływania jej promieniowania na otaczający pył i gaz są ograniczone do obszarów oddalonych od centralnych, gorących gwiazd tej asocjacji.